# Puritanci
Puritanec je privrženec puritanizma (puritas-čistost). To je moralno strog človek, ki obsoja številna običajna zadovoljstva. Je nestrpen do mišljenj in načel, ki so drugačna od njegovih. Lahko je tudi privrženec reformatorskega gibanja v anglikanski cerkvi.